# Hermann Langreuter
Hermann Langreuter (* 10. Oktober 1856 in Oldenburg; † 4. Mai 1911 in New York) war ein deutscher Kapitän.

## Leben
Langreuter war der Sohn eines Geheimen Oberregierungsrates in Oldenburg. Im Alter von 17 Jahren entschloss er sich den Beruf des Seemannes zu erlernen. Für eine Bordausbildung ging er auf ein Segelschiff und kam später auf die Steuermannsschule in Bremen. Nach bestandenem Examen diente er 1879 als Einjährig - Freiwilliger in Kiel und wurde Reserveoffizier. 1884 erwarb er das Schifferpatent und kam als IV. Offizier bei der Norddeutschen Lloyd unter. Bis 1889 stieg er bis zum II. Offizier auf und fuhr auf der Reichspostdampferlinie nach Australien. Im gleichen Jahr wurde er durch die Norddeutsche Lloyd mit der Aufsicht über den Umbau der Dampfer Hohenstauffen und Hohenzollern, welches beide Schiffe der Strassburg-Klasse waren, auf der Vulcan-Werft in Stettin beauftragt. Er wurde auch Mitglied der Schiffbautechnischen Gesellschaft. 1890 wurde er zum I. Offizier ernannt.
Am 22. Dezember 1897 wurde er zum Kapitän ernannt. Das erste Schiff, das er führte, war die Ellen Rickmers, welche anfangs von der Rickmers Reismühlen gechartert worden war und später ganz gekauft wurde. Anschließend wurde er wieder mit der Aufsicht über Schiffsumbauten, diesmal auf der Blohm&Voss-Werft, beauftragt.
Langreuter war später Kapitän des neu in Dienst gestellten Dampfschiffes Köln. Wegen seiner Verdienste während des chinesischen Aufstandes vor Tsingtau wurde er von Kaiser Wilhelm II. mit dem Roten Adlerorden IV. Klasse ausgezeichnet. Zudem erhielt er eine Auszeichnung seines Landesfürsten.
Am 28. Dezember 1904, nach einer stürmischen Überfahrt mit der Köln, rettete er auf der Fahrt von Bremen nach Baltimore östlich der Bank von Neufundland die Mannschaft des sinkenden neufundländischen Schoners Harold. Er wurde dafür zusammen mit dem dritten Offizier Alfred Vogt und sechs weiteren Besatzungsmitgliedern, welche die Rettung unterstützten, von der Regierung von Neufundland geehrt.
In Anerkennung der Tat sprach ihm die Deutsche Gesellschaft zur Rettung Schiffbrüchiger zudem die Ehrengabe der Emile-Robin'schen Stiftung für die beste Rettung in transatlantischer Fahrt zu.
Zu anderen Schiffen, auf denen er das Kommando hatte, gehörte das Schiff Grosser Kurfürst, zudem die Barbarossa, Kronprinz Wilhelm und Neckar. Langreuter unternahm auch Reisen zum Nordkap, Island und der Levante. Ab 5. September 1908 reiste Karl May an Bord der Grosser Kurfürst nach Amerika und am 15. September 1908 wurde New York erreicht.
1911 erlag er an Bord des Schiffes Berlin, welches er seit 1909 führte, in New York einem Gehirnschlag. Er galt als einer der bekanntesten Kapitäne auf den Atlantik- und Mittelmeerfahrten.

## Auszeichnungen (Auswahl)
- Roter Adlerorden IV. Klasse
- Ehrengabe der Emile-Robin'schen Stiftung für die beste Rettung in transatlantischer Fahrt